# Parigi-Bruxelles 1962
La Parigi-Bruxelles 1962, quarantottesima edizione della corsa, si svolse il 29 aprile 1962 su un percorso di 289 km, con partenza da Parigi e arrivo a Bruxelles. Fu vinta dal belga Jos Wouters della Solo-Van Steenbergen davanti ai suoi connazionali Noël Foré e Martin Van Geneugden.

## Ordine d'arrivo (Top 10)
| Pos. | Corridore               | Squadra                           | Tempo    |
| ---- | ----------------------- | --------------------------------- | -------- |
| 1    | Jos Wouters             | Solo-Van Steenbergen              | 8h09'15" |
| 2    | Noël Foré               | Flandria-Faema                    | s.t.     |
| 3    | Martin Van Geneugden    | Flandria-Faema                    | s.t.     |
| 4    | Jan Zagers              | Libertas                          | s.t.     |
| 5    | Armand Desmet           | Flandria-Faema                    | s.t.     |
| 6    | Frans Schoubben         | Peugeot-BP-Dunlop                 | s.t.     |
| 7    | Henri De Wolf           | Gitane-Leroux-Dunlop-R. Geminiani | s.t.     |
| 8    | Piet Rentmeester        | Gitane-Leroux-Dunlop-R. Geminiani | s.t.     |
| 9    | Gustaaf Van Vaerenbergh | Liberia-Grammont-Wolber           | s.t.     |
| 10   | André Noyelle           | Bertin-Porter 39-Milremo          | s.t.     |